# Thomas Carleton
Thomas Carleton (c. 1735 – 2 de febrero de 1817), militar británico y administrador colonial, fue el primer Teniente Gobernador de la provincia canadiense de Nuevo Brunswick.

## Biografía
Thomas Carleton nació en Irlanda, hijo de Christoper Carleton y su esposa Catherine Ball. Era el hermano más joven de Guy Carleton, primer barón de Dorchester. Como parte de una familia militar, Thomas se enroló en el Ejército británico a una edad temprana. En 1753, era un alférez en el 20.º Regimiento de a Pie y vio la acción con su regimiento durante la Guerra de los Siete Años. Tras la conclusión de la guerra, Carleton sirvió como observador durante la Guerra Ruso-Turca de 1768-1774.
En 1776, ahora un teniente coronel, llegó a la Ciudad de Quebec para auxiliar a su hermano, el General Guy Carleton, gobernador general de Canadá, que fue sitiado en la ciudad por las fuerzas del Ejército Continental durante los primeros días de la Guerra de Independencia de los Estados Unidos. Con la muerte del teniente coronel Patrick Gordon el 25 de julio de 1776, el Coronel Carleton fue promovido para comandar el 29.º Regimiento de a Pie. En 1777, el sobrino de Thomas Carleton, Christopher Carleton, se unió al 29 regimiento como Mayor y sirvió bajo las órdenes de su tío durante el resto de la guerra. El Coronel Thomas Carleton no se encontraba bien con su nuevo comandante, Frederick Haldimand, que nombrara a Guy Carleton como Gobernador General de Canadá, y envió a Thomas a Inglaterra.
En el verano de 1784, con la recomendación de su hermano, el Coronel Thomas Carleton fue designado como el primer Teniente Gobernador de Nuevo Brunswick. Allí ayudó a restablecer a muchos "Lealistas" (norteamericanos leales a la Corona británica) que dejaban los Estados Unidos. El Coronel Thomas Carleton serviría como Gobernador de Nuevo Brunswick hasta su muerte el 2 de febrero de 1817, aunque a partir de 1805 vivía en Inglaterra.
Monte Carleton, la montaña más alta de Nuevo Brunswick, recibe este nombre en su honor.